# لودویگ گیورگ کوروازیه
لودویگ گیورگ کوروازیه (آلمانی: Ludwig Georg Courvoisier؛ ۸ آوریل ۱۸۴۳ – ۱۰ نوامبر ۱۹۱۸) جراح و حشره‌شناس اهل سوئیس بود. وی یکی از نخستین جراحانی بود که سنگ کیسه صفرا را از مجرای صفراوی مشترک درآورد.
کوروازیه در سال ۱۸۹۰ کتاب «مشارکت‌های موردی-آماری به آسیب‌شناسی و جراحی مجاری صفراوی» را منتشر کرد، یک کتابچهٔ راهنمایِ جراحیِ کیسهٔ صفرا که در آن علامت پزشکی معروف به قانون کوروازیه را معرفی و تشریح کرد.
وی در ضمن یک حشره‌شناس هم بود و علاقه خاصی به گرگ‌پروانگان داشت و کتاب‌هایی در این زمینه تألیف کرد. کلکسیون پروانه‌ها و هرباریوم او امروزه در «موزهٔ تاریخ طبیعی بازل» نگهداری می‌شود.